# Éva Ráduly
Éva Ráduly (* 5. Oktober 1940 in Budapest, Königreich Ungarn, verheiratete Éva Rázsó), ist eine ungarische Badmintonspielerin. 

## Leben
Sie war Tochter des Druckers Zoltán Ráduly und seiner Frau Mária Schuszter, die in einer Tabakfabrik gearbeitet hat. Éva Ráduly besuchte das Varga-Kata-Gymnasium in Budapest, an dem sie 1959 ihr Abitur machte. Danach absolvierte sie ein Studium an der Technischen und Wirtschaftswissenschaftlichen Universität Budapest und machte 1964 ihren Abschluss als Lebensmittelingenieurin. Daraufhin war sie für sieben Jahre Mitarbeiterin am Technikum für Nahrungsmittelindustrie und 1971 für ein Jahr an der Universität für Gartenbau und Lebensmittelindustrie in Budapest. Von 1971 bis 1990 arbeitete sie am Institut für kulturelle Beziehungen (später: Internationales Kulturinstitut) und ab 1990 für die Friedrich-Naumann-Stiftung in Budapest. Sie war verheiratet mit dem Badmintonspieler György Rázsó, der 2008 gestorben ist.

## Sportliche Laufbahn
Éva Ráduly fing an, mit 15 Volleyball in der Jugendmannschaft von Fővárosi Tanács Sportköre (Sportklub der Stadtverwaltung Budapest) zu spielen, wo sie bis 1959 blieb. Zu Beginn ihres Studiums an der Technischen Universität wechselte sie zur Volleyballmannschaft der Universität, wo sie bis 1964 erfolgreiche Spielerin war.
Als Badmintonspielerin gehörte sie drei Sportvereinen an: Von 1958 bis 1962 BÜKSE (Bírósági, Ügyészségi és Közalkalmazottak SE), von 1963 bis 1967 ÉVITERV (Épületgépészeti és Villamossági Tervező Vállalat) und von 1968 bis 1971 FÉSC (Felsőfokú Élelmiszeripár Technikum SC). Ihr Trainer war György Rázsó, ihr Mann. Sie siegte 1964 im Dameneinzel bei den ungarischen Meisterschaften. Zweimal wurde sie des Weiteren ungarische Mannschaftsmeisterin. Beide Titel gewann sie mit dem Team von ÉVITERV SC, mit welchem sie bei den nationalen Titelkämpfen 1965 und 1966 erfolgreich war. 1966 gehörte sie zur Nationalmannschaft.

## Sportliche Erfolge
| Saison | Veranstaltung            | Disziplin   | Platz | Name |
| ------ | ------------------------ | ----------- | ----- | --- |
| 1964   | Ungarische Meisterschaft | Mixed       | 1     | György Rázsó / Éva Ráduly |
| 1964   | Ungarische Meisterschaft | Dameneinzel | 1     | Éva Ráduly |
| 1965   | Ungarische Meisterschaft | Mannschaft  | 1     | MÜM2 tanintézet SK ÉVITERV SC (József Berendi, Tibor Richter, Miklós Torma, Lajos Rekettye, Éva Ráduly, Éva Szűcs, Irén Geblusek, Éva Schmitt, Katalin Jászonyi) |
| 1966   | Ungarische Meisterschaft | Mannschaft  | 1     | ÉVITERV SC (János Cserni, Pál Rázsó, György Rázsó, Zsolt Vajna, Ferenc Jászonyi, Katalin Jászonyi, Éva Schmitt, Éva Cserni, Éva Ráduly)                          |